# Vocal Play
《Vocal Play》（韓語：보컬플레이）為韓國Channel A於2018年推出的綜藝節目，由盧洪哲、吳尚津等人共同主持，節目主軸為不依靠樂器，只用人的聲音完成音樂的阿卡貝拉純人聲無伴奏演唱音樂綜藝。

## 規則
參賽者分四類：阿卡貝拉團體、個人Beatboxer、個人歌手、個人隱藏歌手。歌手們只能在首輪，可以用有伴奏的純音樂演唱。在首輪，每位（隊）參賽者表演時，由100位現場觀眾投票，超過70票後，可開「選秀牆」，讓製作人們看見他們，並開始招攬人才。第二輪以後，在自隊開設各種合作舞台。

## 出演者

### 製作人
- 尹尚（英语：윤상） （Lovelyz 《Ah-Choo》監製）
- 尹一相（英语：윤일상）
- Muzie
- Sweet Sorrow（英语：스윗 소로우）

### 參賽者
- 朴智敏（隱藏個人歌手）

## 各集內容
| 集數 | 播放日期       | 內容 |
| ---- | -------------- | ---- |
| 1    | 2018年11月10日 |      |
| 2    | 2018年11月17日 |      |

## 收視率
以下紀錄《Vocal Play》節目的收視率，紅色表示為該年度最高收視率，藍色則表示為該年度最低收視率。
| 集數 | 播出日期   | AGB全國收視率 | AGB全國收視率 |
| ---- | ---------- | ------------- | ------------- |
| 1    | 2018/11/10 | 1.1%          |               |
| 2    | 2018/11/17 | 0.8%          |               |
| 3    | 2018/11/24 | 0.7%          |               |
| 4    | 2018/12/1  | 0.6%          |               |
| 5    | 2018/12/8  | 0.6%          |               |
| 6    | 2018/12/15 | 0.5%          |               |
| 7    | 2018/12/22 | 0.4%          |               |
| 8    | 2018/12/29 | 0.5%          |               |

| 集數 | 播出日期  | AGB全國收視率 |
| ---- | --------- | ------------- |
| 9    | 2019/1/5  | 1.0%          |
| 10   | 2019/1/12 | 0.7%          |
| 11   | 2019/1/19 | 0.4%          |
| 12   | 2019/1/26 | 0.4%          |